# Lonzac
Lonzac ist eine französische Gemeinde mit 268 Einwohnern (Stand 1. Januar 2022) im Département Charente-Maritime in der Region Nouvelle-Aquitaine.

## Geografie
Lonzac liegt in der Saintonge auf einer mittleren Höhe von 50 Metern über dem Meeresspiegel am Ostrand des Départements Charente-Maritime 12 Kilometer südwestlich von Cognac, dem Sitz einer Unterpräfektur des Départements Charente und ist von den Nachbargemeinden Coulonges, Saint-Martial-sur-Né und Celles umgeben. Das Gemeindegebiet hat eine Fläche von 6,28 Quadratkilometern.

## Bevölkerungsentwicklung
| 1962 | 1968 | 1975 | 1982 | 1990 | 1999 | 2007 | 2019 |
| ---- | ---- | ---- | ---- | ---- | ---- | ---- | ---- |
| 264  | 245  | 242  | 256  | 244  | 248  | 239  | 269  |

## Sehenswürdigkeiten
Galiot de Genouillac (1465–1546) ließ die Kirche Notre-Dame (auch Sainte-Marie genannt) ab 1520 errichten, um seine erste Ehefrau Catherine d’Archiac († 1514) dort zu begraben. Sie hatte die Baronie Archiac mit in die Ehe gebracht. Die für ein kleines Dorf ungewöhnlich große Kirche ist im gotischen Stil erbaut, zeigt aber auch Einflüsse der Renaissance. Der kreuzförmige Grundriss endet in einem fünfteiligen Chorschluss. Der Kirchturm ist auf dem südlichen Querschiff errichtet. Die Turmspitze wurde durch Blitzeinschlag zerstört und ist deshalb jüngeren Datums. Ein verzierter Fries zieht sich um das ganze Gebäude herum. Die Kirche wurde 1907 als Monument historique (‚historisches Denkmal‘) klassifiziert.
In der Kirche befinden sich das Grabmal von Catherine d’Archiac, eine Litre funéraire mit dem Wappen Galiots de Genouillac und ein Altarretabel mit einem Gemälde aus dem Jahr 1787, das die Anbetung der Könige darstellt. Das Retabel, der Altar und das Tabernakel wurden 1994 als Monument historique klassifiziert. Das Gemälde wurde 1992 restauriert und ist seit 1908 als Monument historique eingestuft.

## Persönlichkeiten
- Galiot de Genouillac (1465–1546), Großmeister der Artillerie von Frankreich, ließ die Kirche Notre-Dame erbauen